# Лансберг, Филипп

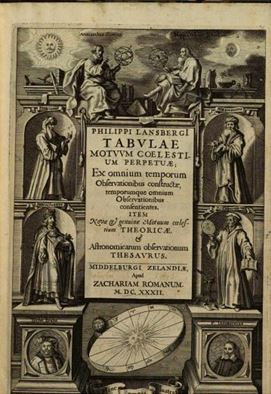
Титульный лист книги Лансберга «Tabulae Motuum coelestium perpetua»

Филипп ван Лансберг (Philipp van Lansberg, 1561—1632) — голландский астроном, современник Кеплера. Известен многими наблюдениями, сочинениями и астрономическими таблицами, а также поддержкой гелиоцентрической системы мира. Его «Progymnasmata astronomiae restitutae» (Миддельбург, 1619), переведена на другие языки. Полное собрание сочинений Лансберга издано его сыном Яковом (1590—1657) в Миддельбурге, в Голландии. Лансберг известен также астрономическими календарями, имевшими в своё время большой успех.

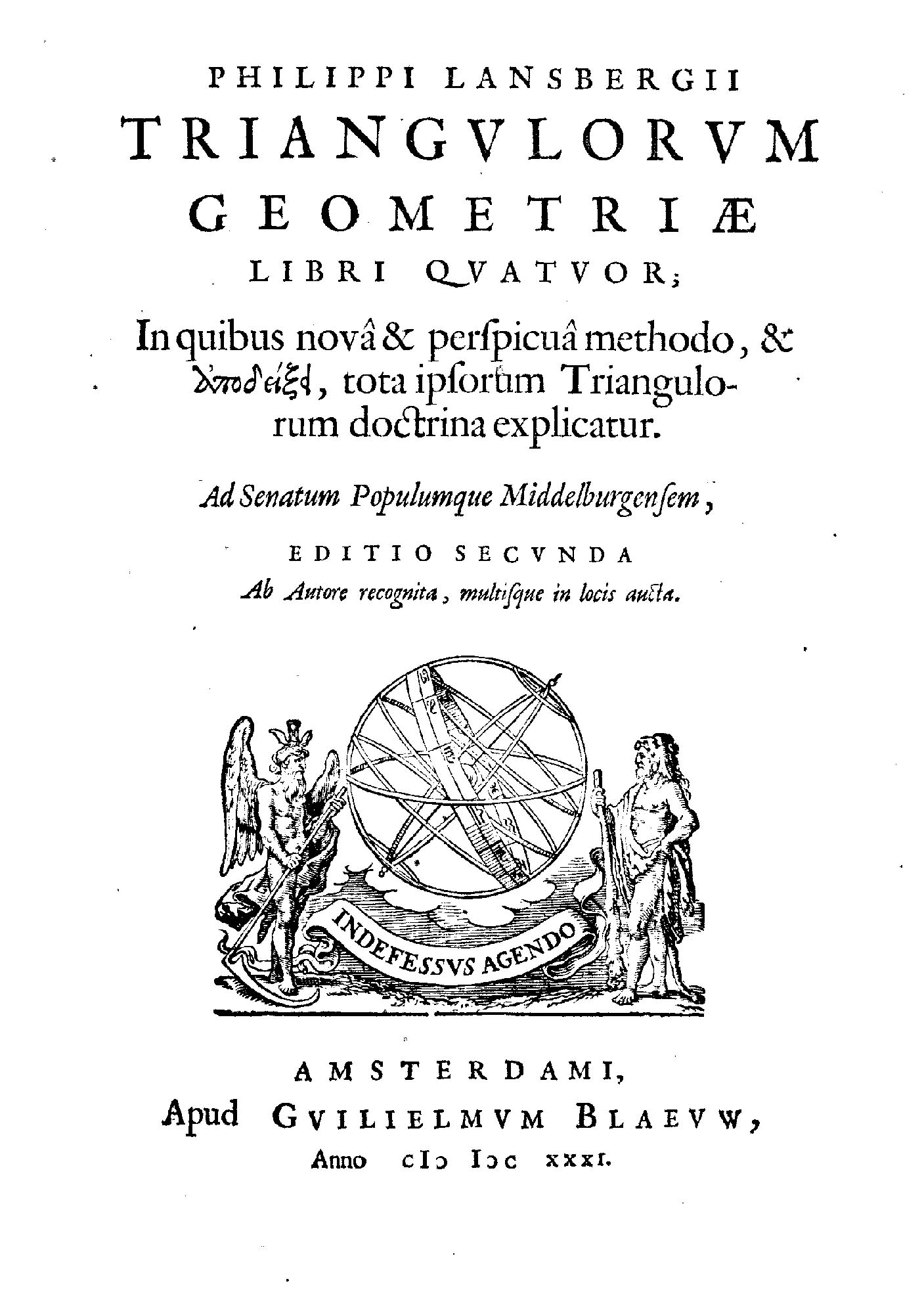
Triangulorum geometriae libri quatuor, 1631

Именем Филиппа ван Лансберга назван лунный кратер. Его имя носит обсерватория в Мидделбурге.